# Eois jifia
Eois jifia là một loài bướm đêm trong họ Geometridae.